# Autostrada A395 (Niemcy)
Autostrada A395 (niem. Bundesautobahn 395 (BAB 395) także Autobahn 395 (A395)) – dawna autostrada w Niemczech, przebiegająca z północy na południe. Do 2019 roku łączyła autostradę A39 z drogą B6 na południe od Brunszwiku w Dolnej Saksonii.
A395 zwana była również jako Harz-Highway.
21 lipca 2017 roku ogłoszono plany, według których arteria otrzymałaby nowe oznaczenie A36, zaś odcinek drogi B6 na południe od węzła Dreieck Vienenburg zostanie włączony do sieci autostrad i otrzyma numer A369. W grudniu 2018 roku uaktualniono oznakowanie, a 1 stycznia 2019 roku oficjalnie numer A395 został wyłączony z użytku.